# Ribnice
Ribnice es un pueblo ubicado en el territorio de Vranje, en el distrito de Pčinja, Serbia.

## Superficie
Posee una superficie de 2,133 kilómetros cuadrados.

## Demografía
Hasta 2011 la población era de 472 habitantes, con una densidad de población de 221,3 habitantes por kilómetro cuadrado.